# Vairano Patenora
Vairano Patenora ist eine italienische Gemeinde (comune) mit 6323 Einwohnern (Stand 31. Dezember 2023) in der Provinz Caserta in Kampanien. Die Gemeinde liegt etwa 33 Kilometer nordnordwestlich von Caserta. Nördlich fließt der Volturno. 

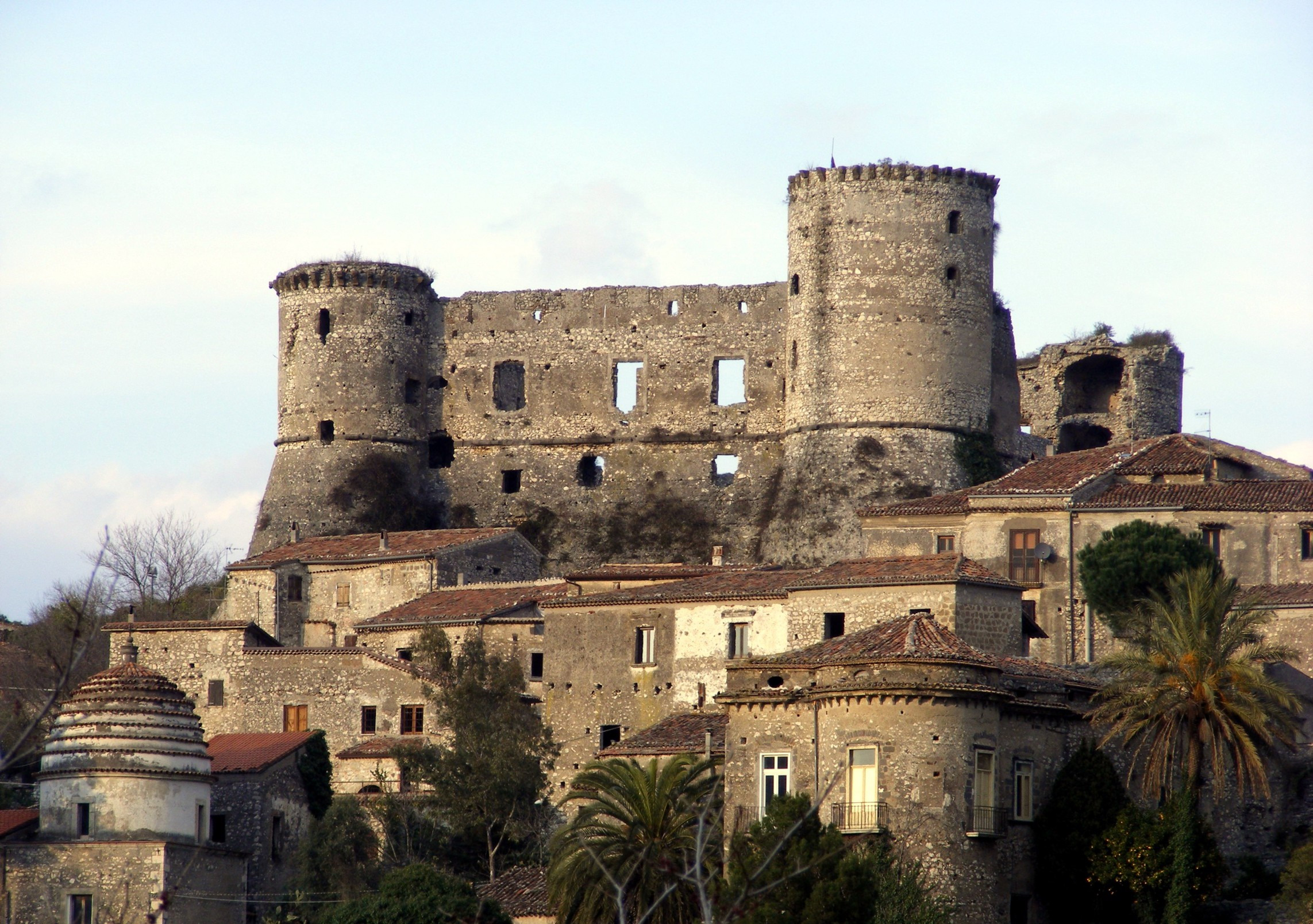
Vairano Patenora

## Geschichte
Während das Gebiet schon in der Altsteinzeit besiedelt gewesen ist, haben sich erstmals die Osker hier niedergelassen. Im Mittelalter wurden die Langobarden Herrscher über die Gegend in der Zeit zwischen dem 6. und 9. Jahrhundert. 1191 wurde das Gebiet um Vairano dem Kloster von Montecassino übertragen. 1461 wurde die Burg gänzlich durch den Heerführer Marino Marzano zerstört.

## Verkehr
Durch die Gemeinde führen die Strada Statale 372 Telesina sowie die Strada Statale 608 di Teano. Von hier aus beginnt die Strada Statale 85 Venafrana nach Pescolanciano. Durch den Ort verläuft die Trasse der Eisenbahn-Hochgeschwindigkeitsstrecke von Rom nach Neapel. Gemeinsam mit der Nachbargemeinde Caianello besteht der Endbahnhof für die Strecke nach Isernia.